# Нижняя Санарка
Ни́жняя Сана́рка — село в Троицком районе Челябинской области. Административный центр Нижнесанарского сельского поселения.

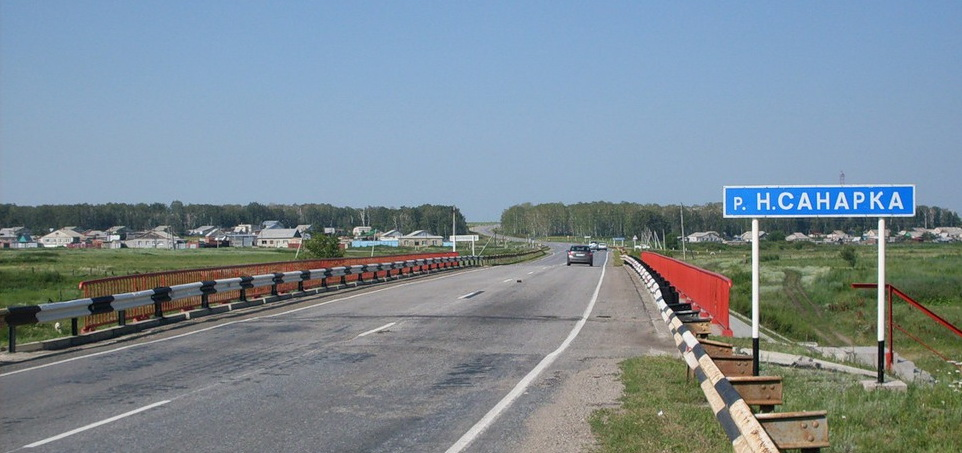
Мост через реку, Нижняя Санарка, 2015 год.

## География
Находится на юге Южного Урала, рядом с российско-казахстанской границей, на реке Санарка. Ближайший город — Троицк (в 19 км). По трассе 153 км — до Челябинска, 191 км — до Магнитогорска.

## История
Село основано на месте одного из бывших Санарских фортов (упоминаются в трудах П. И. Рычкова) после 1826, сюда заселялись, по данным краеведов, потомки белопахотных солдат — переселенцев с Закамской линии. 
Первоначальное название — станица Санарская-2. По данным статистики, в 1840 в селе насчитывалось 30 дворов (103 души мужского пола). В последующие годы оно относилось к станице Кособродской. 
К 1870-м гг. была построена первая школа, к 1900 — вторая. По данным статистики, в 1920-х гг. село являлось центром сельсовета; действовали лавка, кооператив, 1 школа, фельдшерско-акушерский пункт. 
В 1932 организован колхоз «Нижнесанарский» (дир. Я. И. Бойко). В 1935 он разделился на 3 самостоятельных хозяйства, на территории Нижней Санарки разместился новый колхоз им. Калинина (в 1950 переим. в «Путь к коммунизму», с 1964 — вновь «Нижнесанарский»). Позднее построена МТС. Ныне на территории села располагается центральная усадьба СХПК «Нижнесанарский».

## Население
| 2002 | 2010 |
| ---- | ---- |
| 1128 | ↘994 |

(в 1873 — 506, в 1889 — 643, в 1900 — 711, в 1926 — 1353, в 1970 — 1139, в 1983 — 984, в 1995 — 1172).